# Brias
Brias település Franciaországban, Pas-de-Calais megyében. Lakosainak száma 297 fő (2022. január 1.). Brias Valhuon, Monchy-Breton, Ostreville, Saint-Pol-sur-Ternoise, La Thieuloye, Troisvaux és Bours községekkel határos.

## Népesség
A település népességének változása:
| Lakosok száma | 330  | 305  | 298  | 294  | 291  | 291  | 293  | 295  | 297  |
|               | 2013 | 2015 | 2016 | 2017 | 2018 | 2019 | 2020 | 2021 | 2022 |